# Gefolgschaft

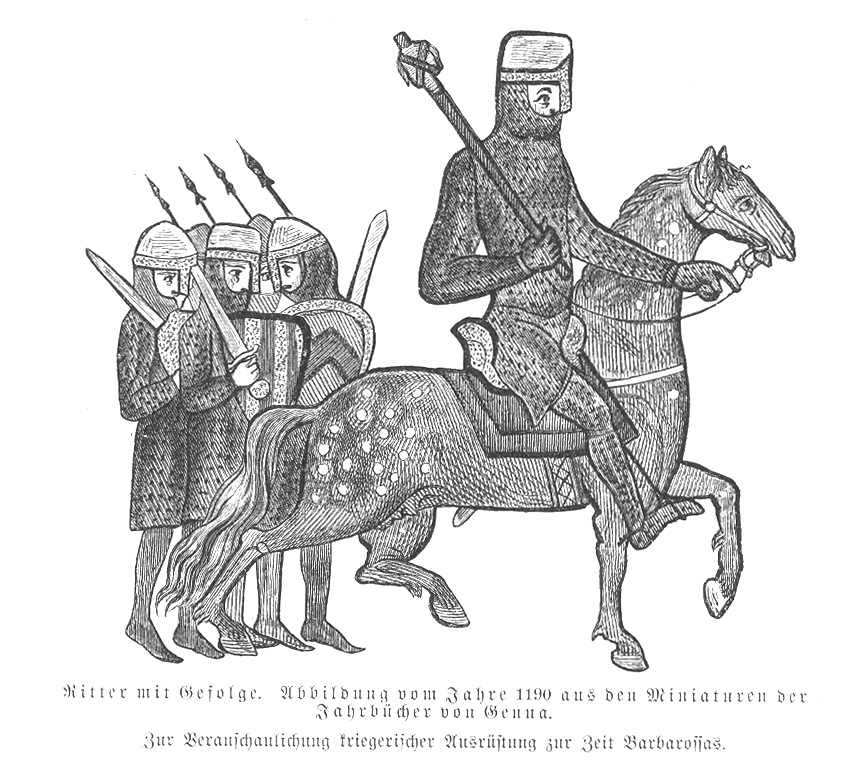
Cavaliere con Gefolge (1190 circa)

La Gefolgschaft (traducibile in italiano con "seguito") è un antico istituto giuridico del diritto germanico.

## Descrizione
La Gefolgschaft è un istituto di diritto germanico consistente nella riunione di più individui (spesso guerrieri) intorno ad un capo per il perseguimento di uno scopo comune (dapprima il saccheggio e la razzia, in seguito anche altri scopi incluso di ambito commerciale). I guerrieri lasciavano la famiglia clanica di appartenenza (la sippe o fara per i Longobardi) per unirsi al capo che sfidava la sorte della famiglia di appartenenza; quindi, a differenza delle prime, questo istituto si basava più sull'individualismo che sul concetto di appartenenza ad un gruppo originario.
La cerimonia di iniziazione alla Gefolgschaft prevedeva il dono di una spada al guerriero da parte del capo, il quale si impegnava a provvedere al suo mantenimento (spesso tramite l'assegnazione di una parte del bottino) a fronte della promessa del guerriero di servire il capo. Inoltre fra i due si instaurava un patto di protezione reciproco.
Paolo Diacono cita l'esempio di un gruppo di guerrieri che come segno distintivo portava maschere di cani.
In seguito queste aggregazioni verranno istituzionalizzate come guardie reali nei regni romano-barbarici e altomedievali (ad esempio i gasindi Longobardi o i trustis Franchi).
Nella società vichinga esisteva la variante del félag (patto per denaro), una sorta di contratto con cui due o più individui (fellows, ovvero compagni) si impegnano a portare avanti un'impresa apportando dei beni per la creazione di un patrimonio comune, in modo non troppo dissimile da come accadeva nella societas romana.